# Pieter Jozef Verhaghen
Pieter Jozef Verhaghen (Aarschot, 19 maart 1728 – Leuven, 3 april 1811) was een Zuid-Nederlands schilder, die in een rubensiaanse stijl werkte.

## Leven en werk
Geboren te Aarschot in een chirurgijnsgeslacht, ontmoette Pieter Jozef Verhaghen in 1741 de rondreizende schilder Jean-Baptist van den Kerckhoven (ca. 1709 - 1772). Van den Kerchoven, een kleine meester gespecialiseerd in portretten en restauraties, restaureerde het schilderij "De aanbidding der koningen" van Gaspar de Crayer in de Onze-Lieve-Vrouwekerk van Aarschot. Hij ontdekte het talent van Verhaghen en kon de ouders van de jongen overtuigen om het een schildersopleiding te laten volgen. Na drie jaar ging Verhaghen zijn opleiding vervolmaken in Antwerpen. Enerzijds in het atelier van Balthasar Beschey (1708 - 1776) en anderzijds aan de Antwerpse Academie. 
Reeds tijdens zijn leven was Verhaghen erg succesvol als schilder. In 1770 kreeg hij van Maria Theresia van Oostenrijk een jaarlijkse toelage van 1400 gulden, waarmee hij een reis naar Italië kon maken om de oude meesters daar te bestuderen. Zijn vrouw ontving tijdens zijn afwezigheid jaarlijks 1000 patacons voor het huishouden en de verzorging van de kinderen. Verhaghen begon zijn  reis in 1771, samen met zijn oudste zoon, bestudeerde de belangrijkste collecties in Parijs, en bracht daarna twee jaar door in Italië, waar hij vele werken kopieerde. Op zijn terugreis werd hij in Wenen door Maria Theresia ontvangen, voor wie hij een schilderij van de Heilige Theresia maakte. In oktober 1773 keerde hij naar Leuven terug, en werd er hartelijk ontvangen, zelfs met een banket te zijner ere op het stadhuis. 
Verhaghen was een erg productief schilder. Op 6 mei 1784 bezochten de gouverneurs Maria Christina van Oostenrijk en Albert Casimir van Saksen-Teschen zijn atelier.
Er hangen werken van hem in verschillende musea binnen en buiten België. In de Sint-Kwintenskerk in Leuven hangt het werk 'Jezus op de Olijfberg', ook in de Abdij van Averbode hangen werken van hem. 
Zijn oudere broer Jan Jozef was ook kunstschilder.
Verhaghen werd in 1809 getroffen door een beroerte, waardoor hem het schilderen onmogelijk werd gemaakt. In 1811 overleed hij in de huidige Vital Decosterstraat te Leuven. Het graf van Pieter Jozef Verhaghen bevindt zich op het kerkhof van de Sint-Martinuskerk van Wilsele.

## Werken
- Negen schilderijen hangen in de Sint-Catharinakerk ('s-Hertogenbosch)
- De Emmaüsgangers, Onze-Lieve-Vrouwekerk, Aarschot
- Jezus op de Olijfberg, Sint-Kwintenskerk, Leuven
- De Heilige Familie (O.L.Vrouw-ten-Poelkerk (Tienen)
- Ook werken in de Sint-Waldetrudiskerk in Herentals, de Sint-Amanduskerk in Erps-Kwerps, de Abdij van Park en Museum M in Leuven

## Galerij

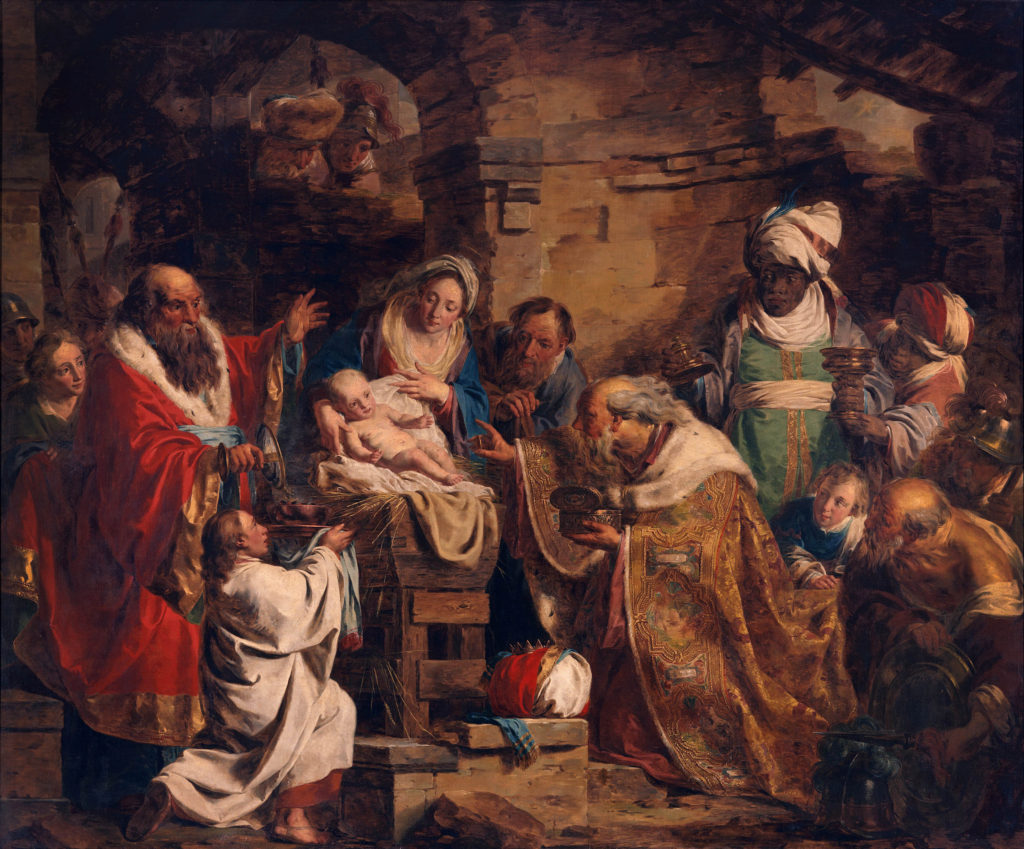
Aanbidding der wijzen
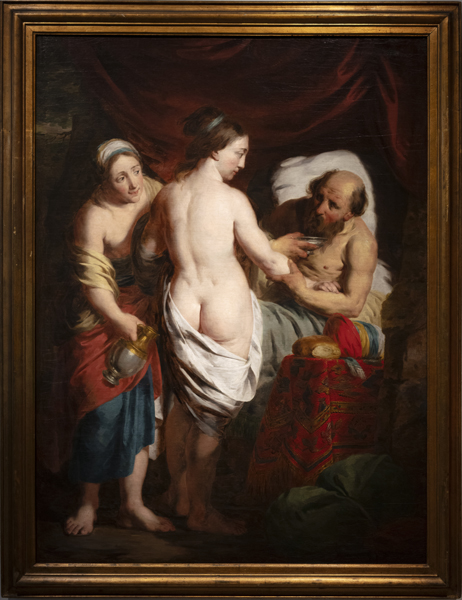
Lot en zijn dochters
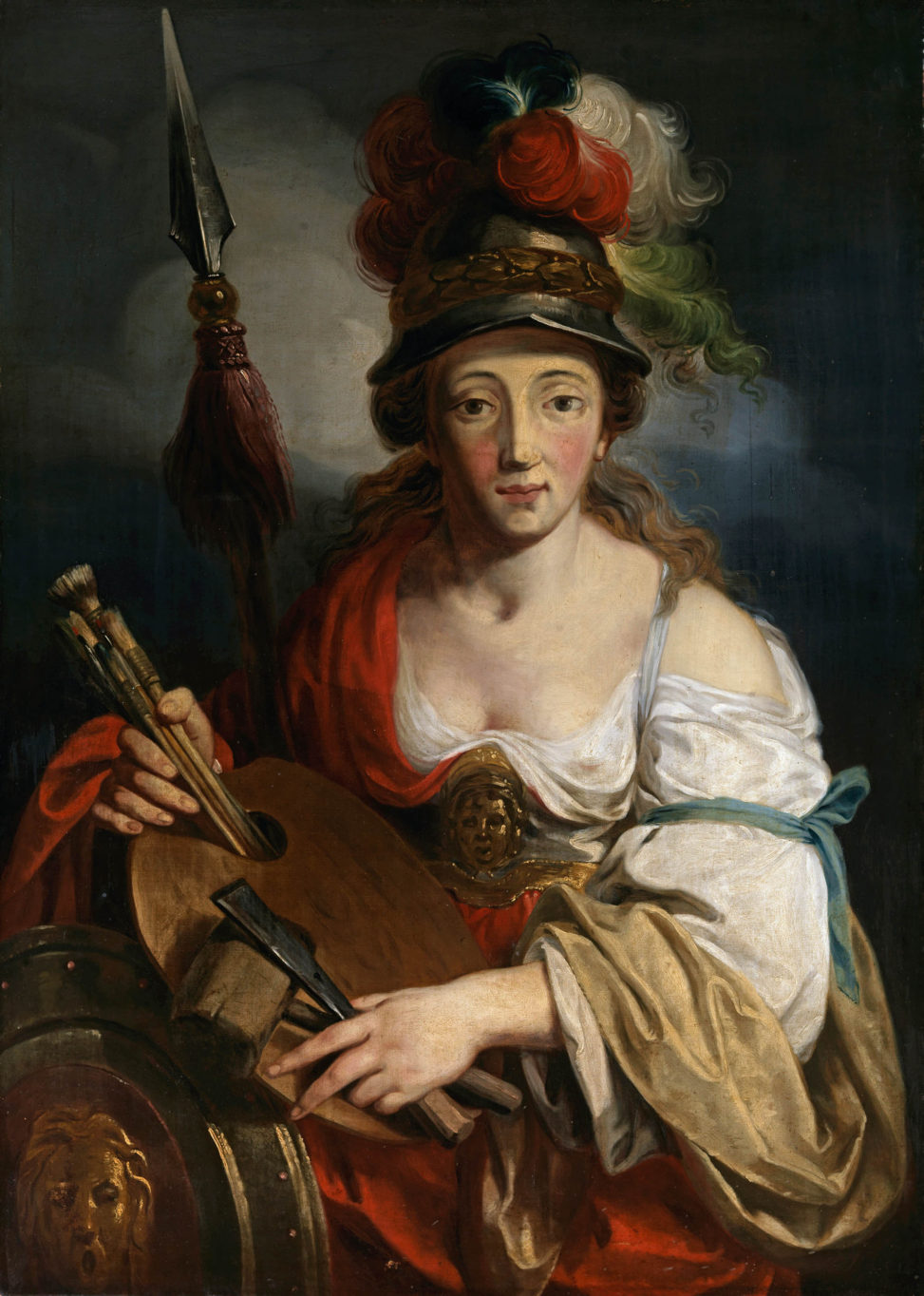
Minerva
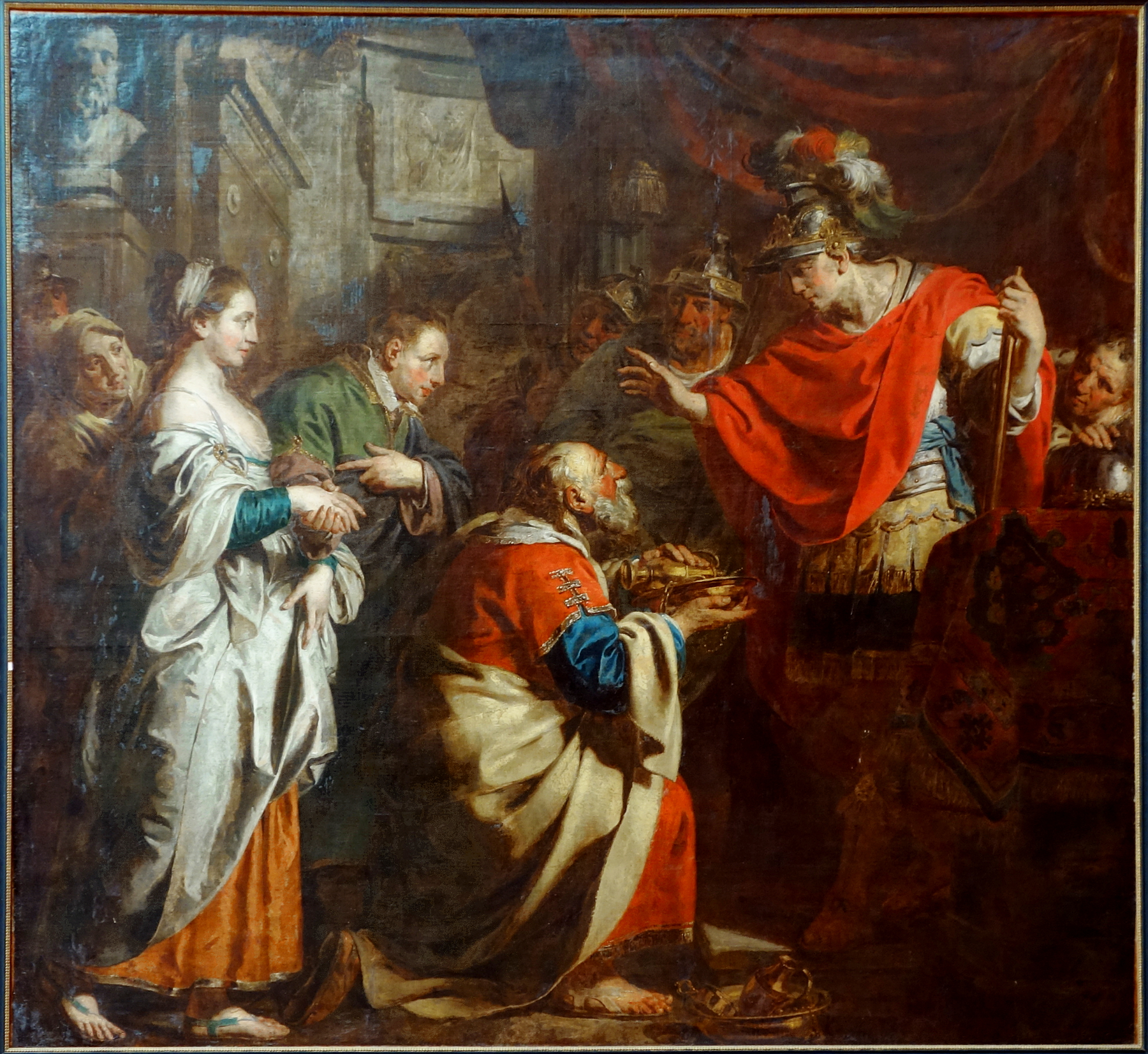
Scipio